# Stiepan Marianian
Stiepan Maiłowicz Marianian (ros. Степан Маилович Марянян; ur. 21 września 1991 roku) – rosyjski zapaśnik ormiańskiego pochodzenia walczący w stylu klasycznym. Złoty medalista mistrzostw świata w 2018; srebrny w 2019; brązowy w 2017 i 2021. Mistrz Europy w 2019. Triumfator igrzysk europejskich w 2015 i 2019. Wicemistrz wojskowych MŚ z 2021. Drugi w indywidualnym Pucharze Świata w 2020. Pierwszy w Pucharze Świata w 2017; drugi w 2015; czwarty w 2012 i dziesiąty w 2013. Mistrz świata juniorów z 2010. Mistrz Rosji w 2017 i 2018; wicemistrz w 2015 i 2016, a brązowy medalista w 2012, 2013 i 2021 roku.